# Reforma ortográfica alemã de 1996

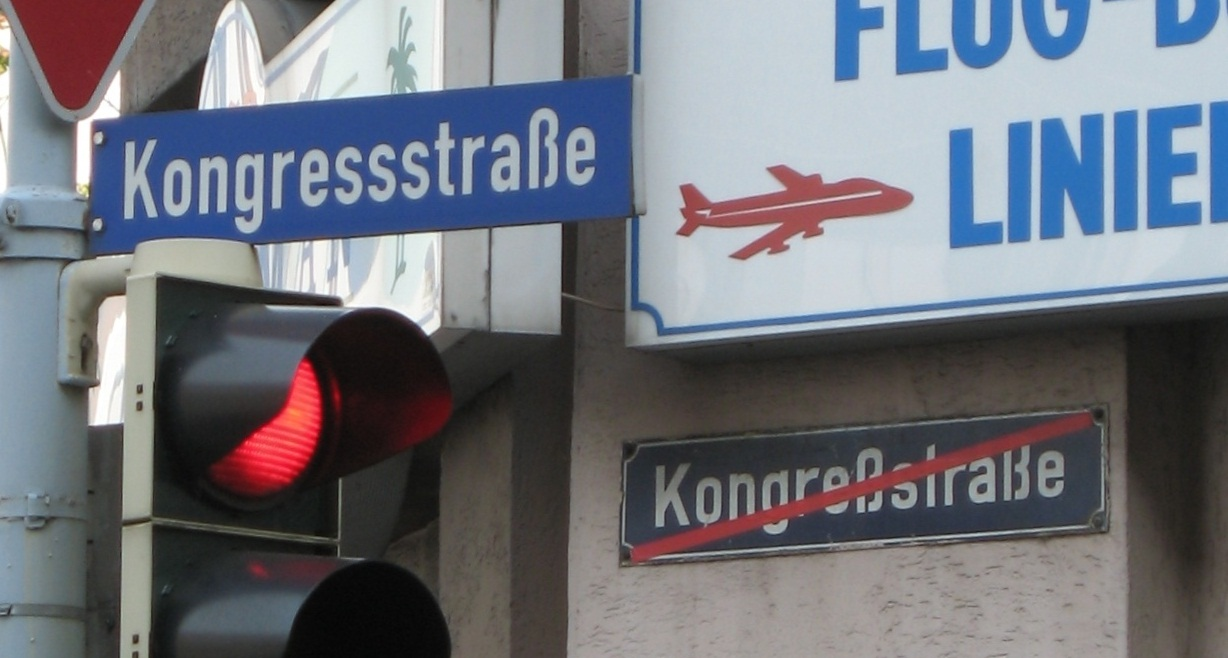
Placa de uma rua em Aachen afectada pela reforma ortográfica.

A reforma da ortografia alemã de 1996 foi um acordo firmado em Viena em Julho de 1996 pelos governos dos países de língua alemã (Alemanha, Áustria, Liechtenstein e Suíça). O Luxemburgo, país trilingue, sendo o alemão uma das línguas oficiais, não apoiou esta reforma, mas segue as regras definidas por esta.
A nova ortografia só é obrigatória nas escolas. De acordo com a decisão de 14 de Julho de 1998 do Tribunal Constitucional Federal da Alemanha, fora do sistema de ensino qualquer cidadão é livre de escrever como entender, já que não há propriamente uma lei aprovada pelo parlamento que delibere uma ortografia oficial do país.
Como consequência, a maioria das pessoas continua a usar a ortografia tradicional alemã. Segundo os críticos isto tem resultado numa insegurança geral e no risco de Beliebigkeitsschreibung (grafias arbitrárias). Por exemplo, entre a tradicional Schloßstraße (rua do castelo) e a nova Schlossstraße podem surgir versões erradas, como Schloßstrasse ou Schlossstrasse; apesar desta última forma ser a correcta na Suíça, onde o ß há muito caiu em desuso.

## Novas regras
A nova ortografia (Neue Rechtschreibung) é uma tentativa de simplificar a escrita, tornando mais fácil a sua aprendizagem, sem alterar substancialmente as regras básicas do alemão. As novas regras centram-se nos seguintes pontos:
- correspondência entre letras e sons (incluindo os estrangeirismos)
- uso das maiúsculas
- palavras que se escrevem juntas ou separadas
- uso do hífen
- pontuação
- separação das palavras no final da linha

Os topónimos e os apelidos não são afectados por esta reforma.

### Sons e letras
A reforma pretende sistematizar a correspondência entre os sons (fonemas) e as letras (grafemas) e fortalecer o princípio de que as palavras derivadas devem escrever-se da mesma forma da original.
ß e ss: um grande mito desta reforma ortográfica é que se quer acabar com a letra ß. A única coisa que muda é o seu uso: com a nova reforma, ß só aparece atrás de vogais  longas e ditongos. Atrás de vogal curta escreve-se "ss" ou "s".
- der Fluß → der Fluss (o rio)
- Ich möchte, daß du kommst. → …, dass du kommst (eu quero que tu venhas)
- mas das Haus → das Haus (a casa)

Tal como antes da reforma, na Suíça e no Liechtenstein usa-se "ss" em lugar de "ß". Na Alemanha e na Áustria mantém-se sob as novas regras simplificadas. O "ß" pode ser substituído por "ss" se não se puder escrever por motivos técnicos. Tal como antes da reforma, "ß" não existe em maiúsculas. Se houver que escrever em maiúsculas, escreve-se sempre "SS" em lugar de "ß": por exemplo, Fußball (futebol) passa a FUSSBALL em maiúsculas.
As consoantes triplas deixam de reduzir-se a duas:
- Schiffahrt → Schifffahrt de Schiff + Fahrt (viagem de barco)

As consonantes duplas escrevem-se depois de vogais  curtas, mesmo que vão no final de palavra, em consonância com as formas plurais:
- As → Ass fazendo o plural Asse (ás, ases)

Mudanças vocálicas, especialmente "ä" por "e", ou vice-versa, para ficar em consonância com a família das palavras:
- Stengel → Stängel (haste) por causa de Stange (barra)

Outras mudanças menores para reduzir a grande quantidade de excepções e escritas alternativas:
- rauh → rau (cru) por causa de bau, grau, genau

Vários empréstimos de origem estrangeira agora têm uma ortografia mais próxima do alemão. Especialmente os sufixos -phon, -phot e -graph, que agora se podem escrever com f.

### Maiúsculas
A reforma tenta uniformizar o uso das maiúsculas nos nomes e clarificar os seus critérios de utilização.
- infrage stellen → in Frage stellen (pôr em questão; Frage -questão- é substantivo e deve ir em maiúsculas)
- eislaufen → Eis laufen (patinar sobre gelo; Eis -gelo- é substantivo)

Agora permite-se o uso de maiúsculas após dois pontos. As maiúsculas de cortesia usadas em cartas nas palavras du, dein, ihr, euch ficam abolidas, apesar de se manterem nas formas formais Sie e Ihnen.

### Palavras compostas
Como antes, os nomes compostos escrevem-se juntos, mas outro tipo de compostos passam a escrever-se separados.
Os compostos de substantivo e verbo geralmente separam-se:
- radfahren → Rad fahren (conduzir bicicleta)

Os verbos compostos com um infinitivo separam-se:
- kennenlernen → kennen lernen (conhecer pela primera vez)

Outras construções admitem agora grafias facultativas:
- an Stelle von ou anstelle von (em lugar de)

Há mudanças subtis no significado, quando as novas formas coincidem com formas já existentes:
- vielversprechend → viel versprechend (literalmente "prometendo muito"; no entanto, o significado da primeira forma é "muito prometedor" enquanto que a segunda forma significa "prometedor de muitas coisas")

## História da reforma ortográfica de 1996

### Debate sobre a necessidade da reforma
O debate entre os eruditos sobre a ortografia começou nos finais dos anos 1960, porque muitos jovens dessa geração apelidaram a ortografia vigente de antiquada e repressiva, encarando-a como uma forma de discriminação social. As sugestões de reforma não se limitavam a clarificar casos duvidosos, mas preconizavam a simplificação profunda da ortografia, para tornar mais fácil a aprendizagem da leitura e da escrita.
Muitas das propostas de reforma exigiam, por exemplo, a eliminação do uso das maiúsculas em todos os substantivos alemães, advogando um sistema idêntico ao do português, onde só os nomes próprios se escrevem com maiúsculas. Vários países escandinavos haviam feito precisamente isso após a Segunda Guerra Mundial.
No entanto, um estudo nos Países Baixos mostrou que o sistema alemão parecia melhorar a velocidade de leitura de certos grupos de teste. Os sujeitos liam mais rapidamente os textos com os substantivos em maiúscula do que os que os tinham como é uso no português (só nos nomes próprios). O resultado teve certo impacto nos meios académicos.

### Debates institucionais sobre a reforma desde 1980
Em 1980 foi criado o Grupo Internacional de Trabalho para a Ortografia (Internationaler Arbeitskreis für Orthographie), com linguistas das duas Alemanhas, Áustria e Suíça.
As suas propostas iniciais foram discutidas mais tarde em duas convenções em Viena, em 1986 e 1990, para as quais foram convidados representantes de todas as regiões germanófonas. Nas conclusões da primeira das convenções, a reforma das maiúsculas foi relegada para uma "segunda fase", já que não se havia alcançado o necessário consenso.
Em 1987, os ministros da Cultura estaduais da Alemanha Ocidental encarregaram o Instituto para a Língua Alemã de Mannheim e a Sociedade para a Língua Alemã em Wiesbaden de definirem um conjunto de novas regras. Em 1988 estes grupos apresentaram um sistema bastante ambicioso de novas regras (por exemplo, Der Kaiser ißt den Aal im Boot seria alterado para Der keiser isst den al im bot), que foi rapidamente recusado pela opinião pública e retirado pelos ministros da Cultura por ser inaceitável. Ao mesmo tempo, formavam-se grupos similares na Suíça, na Áustria e na RDA.
Em 1992 o Grupo de Trabalho Internacional publicou uma proposta de reforma global para a ortografia alemã intitulada Deutsche Rechtschreibung—Vorschläge zu ihrer Neuregelung (Ortografia alemã - propostas para a sua nova regulação). Em 1993 os ministros de Cultura convidaram 43 grupos a dar a sua opinião sobre o documento, em audições em diversos pontos da Alemanha (já reunificada), da Áustria e da Suíça. Com base nestas consultas, o Grupo de Trabalho abandonou a ideia de eliminar as maiúsculas de todos os substantivos e aceitou a diferente ortografia das homófonas das (artigo definido neutro) e daß ("que").
Numa terceira conferência, em Viena, em 1994, os resultados foram recomendados aos respectivos governos para que dessem o seu assentimento. Os ministros de Cultura decidiram implementar as novas regras a partir do dia 1 de Agosto de 1998, com um período de transição que duraria até ao ano lectivo de 2004–2005.

### Entrada em vigor
A 1 de Julho de 1996 todos os estados alemães, a Áustria, a Suíça e o Liechtenstein, bem como outros países com minorias germano falantes (no entanto, não o Luxemburgo) acordaram introduzir a nova ortografia no dia 1 de Agosto de 1998. Alguns estados alemães introduziram mesmo as novas regras mais cedo, no ano lectivo de 1996–1997.
Os dicionários foram os primeiros a incluir as novas convenções, o que se revelou muito proveitoso para as respectivas editoras; durante algum tempo os dicionários foram os livros mais vendidos na Alemanha. O mercado do livro escolar também viveu um período de rara prosperidade.

## Período de transição
É muitas vezes dito que a principal causa da controvérsia gerada em torno da reforma ortográfica e até da sua progressiva não-aceitação pode advir do período de transição de oito anos que foi estabelecido. A experiência de outras reformas que afectaram grandes grupos de pessoas (a introdução do sistema métrico decimal, a mudança para o Euro, etc.) mostra que tais reformas são tanto mais eficazes quanto mais curto for o período de transição. Quando o período é demasiado longo, muitas pessoas nem se dão ao trabalho de se familiarizarem com as mudanças na esperança de que acabem por ser abandonadas. Isto provoca a divisão da sociedade entre grupos de entusiastas e de detractores. Muitos especialistas asseguram que o ideal é preparar tudo com antecedência e depois fazer a mudança de um dia para o outro.
No entanto, esta visão pode ser um tanto simplista, uma vez que, para além do longo período transitório, há também que considerar que a decisão dos ministros da Cultura só afectou as escolas e as dependências do Estado, continuando a assegurar-se plena liberdade para que cada indivíduo pudesse continuar a escrever como melhor lhe aprouvesse.

## Debate público
A reforma ortográfica não teve grande repercussão entre o grande público até a assinatura da declaração internacional de intenções em Viena. A partir desse momento levantaram-se as mais acaloradas discussões sobre a conveniência desta decisão, com os professores à cabeça dos detractores das novas regras. Na Feira do Livro de Frankfurt (a maior da Alemanha) de 1996, Friedrich Denk, professor da Baviera, conseguiu reunir assinaturas de centenas de autores e cientistas exigindo o cancelamento da reforma. Entre os principais detractores estavam Günter Grass, Siegfried Lenz, Martin Walser, Hans Magnus Enzensberger e Walter Kempowski. O protesto adquiriu importância a nível nacional com iniciativas como "Wir Lehrer gegen die Rechtschreibreform" ("Nós, os professores, contra a reforma ortográfica") liderada pelo professor-activista Manfred Riebe.
O tema foi levado aos tribunais, com diferentes decisões em diferentes estados, até que o Tribunal Constitucional Federal (Bundesverfassungsgericht) foi chamado para a tomada de uma decisão final sobre o assunto. A 14 de Julho de 1998, e após sucessivos recursos dos professores, o tribunal declarou que a introdução da reforma ortográfica pelos ministros de Cultura era legal, no entanto, a sua obrigatoriedade cingia-se às escolas. 
No estado de Schleswig-Holstein, em referendo realizado no dia 27 de Setembro de 1998, exigiu o regresso da ortografia tradicional. No entanto, a chefe do governo estadual, Heide Simonis, conseguiu reverter a decisão do referendo através de um voto parlamentar em 1999. Em diversos pontos da Alemanha, os críticos começaram a exigir o cancelamento da reforma a nível federal. No entanto, os ministros da Cultura continuaram a recusar ceder a estas exigências. Os editores do mais prestigiado de todos os dicionários alemães, o Duden, vieram a público dizer que muitos dos problemas do sistema ortográfico tradicional se deviam a regras arcaicas que tinham prevalecido até aos nossos dias, expressando o seu apoio à nova grafia que se apresentava como "mais lógica".

## Desenvolvimentos posteriores
Em 1997 foi formado um comité internacional para discutir as dúvidas resultantes das novas regras. Em 2004, os seus poderes foram ampliados por forma a abranger alterações à ortografia alemã que só em casos extremos, como a proposta de alteração das maiúsculas, teria de ter a anuência dos ministros federais.
Em Julho de 2004, foram feitas algumas alterações à reforma, aceitando algumas formas tradicionais de certas frases e palavras como também válidas. No entanto, os ministros da Cultura revalidaram a data de 1 de Agosto de 2005 como o fim da fase de transição. Nesse dia foi instituído o Conselho para a Ortografia Alemã, substituindo o comité internacional anterior.

## Enquadramento legal
A alteração na ortografia baseia-se no acordo internacional do 1 de Julho de 1996, firmado pela Alemanha, Áustria e Suíça. Estritamente falando, não é um tratado. Os signatários pela Alemanha foram o presidente da Conferência de Ministros de Cultura, Karl-Heinz Reck, e o secretário parlamentar do Ministro Federal do Interior, Eduard Lintner. A reforma não foi ratificada pelo parlamento, nem tem força de lei. No entanto, o Tribunal Constitucional deliberou que a reforma nas escolas é da competência dos ministros de Cultura, pelo que, desde 1 de Agosto de 2005 a ortografia tradicional é considerada incorrecta nas escolas alemãs.

## Aceitação da reforma

### Na Alemanha
Segundo o Tribunal Constitucional Federal, a introdução da nova ortografia nas escolas por decreto ministerial é legal e não necessita de validação parlamentar. No entanto, segundo um estudo do programa televisivo "Panorama" feito em 2004, seis anos depois da sua introdução, 77% dos alemães ainda considerava a reforma ortográfica insensata.
No entanto, a maioria dos meios de comunicação social alemães usavam já as regras ortográficas da reforma, incluindo a maior parte dos jornais e revistas — como é o caso da Focus — e das agências noticiosas alemãs DPA e Reuters. Por outro lado, certos jornais populares, como Die Zeit, Neue Zürcher Zeitung, ou o Süddeutsche Zeitung sentiram a necessidade de criar as seus próprias ortografias, que oscilam entre a quase manutenção da velha ortografia, apenas com a concessão das novas regras para a ß, e a quase total aceitação das novas regras.
Não obstante, alguns jornais e revistas continuam a usar a ortografia tradicional ou regressaram a ela após um período de aceitação da reforma, incluindo o tabloide diário mais lido, o Bild-Zeitung (com uma tiragem diária de 3,9 milhões de exemplares) e alguns dos jornais alemães mais respeitados, como o Frankfurter Allgemeine Zeitung e o Die Welt.
Nos livros, a implantação depende do tema, e amiúde varia também dentro da mesma editora. Os livros de texto e infantis geralmente seguem a nova ortografia, enquanto que, na literatura, a grafia fica ao gosto do respectivo autor. Os clássicos costumam imprimir-se sem mudanças, a menos que sejam edições escolares.
Dado que os dicionários foram os primeiros a mudar para a nova ortografia, já não há referências disponíveis com a ortografia tradicional. No entanto, houve um recrudescer da compra e venta de dicionários Duden pré-reforma em segunda mão. O novo Duden (2004) inclui também as pequenas mudanças recentemente propostas.

### Na Suíça
O debate alemão sobre a reforma ortográfica produziu surpresa entre os meios suíços. Na Suíça, a reforma teve menor impacto já que a letra ß, o maior objecto da reforma, já não era usada há muito. Para além disso, a maior parte dos periódicos e revistas suíços seguem regras ortográficas próprias, as quais, no caso particular do Neue Zürcher Zeitung, o jornal mais vendido na Suíça, até divergem substancialmente das oficiais. Outro jornal, o Schweizer Monatshefte, voltou à ortografia tradicional em 2004.
O Liechtenstein utiliza a mesma ortografia da Suíça, sem ß.

### Na Áustria
Os meios austríacos consideram que o tema ainda está aberto a discussões, sem se ter chegado a uma decisão final. Um regresso à ortografia tradicional ainda seria possível, se bem que pouco provável. Muitos meios de comunicação social austríacos usam ortografias próprias em vez da oficial. Um inquérito realizado em Agosto de 2004 indicou que 62% dos austríacos apoiariam um regresso à ortografia tradicional. O Kronen Zeitung, o maior diário da Áustria, anunciou a 16 de Agosto de 2004 o regresso à ortografia clássica.

## Reforma da Reforma
Entretanto dois fenómenos têm vindo a alterar a percepção da sociedade alemã em relação à reforma ortográfica:
- Em 2004 e, especialmente, em 2006 — usando-se, por vezes, a designação "Reforma da Reforma"[4] — foram feitas revisões a certas regras de 1996, admitindo algumas das grafias antigas como facultativas e fazendo outras alterações de pormenor.
- Nos últimos anos foi chegando à idade adulta e ao mundo do trabalho a primeira geração de alemães que, na escola, apenas teve contacto com a nova grafia.

Para além disso, alguns jornais que tinham regressado à ortografia tradicional, anunciam agora a sua intenção de adoptar definitivamente a grafia de 1996, pontualmente alterada em 2004 e 2006.